# EUROMARFOR
La Forza Marittima Europea (EUROMARFOR o EMF) è una Forza Marittima Multinazionale in grado di condurre operazioni navali, aeree e anfibie. La sua composizione dipende dalla tipologia della missione assegnata.
L'EUROMARFOR nasce ufficialmente il 15 maggio 1995 quando Francia, Italia, Portogallo e Spagna decidono di creare una specifica forza in grado di assolvere soprattutto a missioni definite nella “Dichiarazione di Petersberg”, quali: missioni di controllo marittimo, missioni umanitarie e di evacuazione, missioni di mantenimento della pace, operazioni di gestione delle crisi (pattugliamento marittimo, sminamento, etc.) e missioni di rafforzamento della pace.
Dedicata soprattutto alle attività in ambito UE, (la Forza è inclusa nel Catalogo delle Forze UE a livello minimo di “Task Group”, con capacità di fornire un Comando dispiegabile, a livello Maritime Component Command (MCC), l'EUROMARFOR può essere impiegato anche in ambiente NATO, o sotto il mandato di altre organizzazioni internazionali, quali le Nazioni Unite, l'OSCE o qualsiasi altra coalizione multinazionale.

## Organizzazione

I paesi membri della Forza marittima europea.

La struttura di comando di EMF riflette il carattere di Forza non permanente.
La guida politico-militare dell'EUROMARFOR risiede nel Comitato Interministeriale di Alto Livello (CIMIN), massimo livello dell'organizzazione delle EUROFORCES, assistito da un Gruppo di Lavoro Politico-Militare (POLMIL WG), quale suo braccio esecutivo. Il CIMIN assicura la direzione politico-militare delle nazioni partecipanti, stabilisce le condizioni per il dispiegamento della Forza ed emana le direttive al COMEUROMARFOR.
Sotto il POLMIL WG, tra gli altri gruppi di lavoro, è presente lo EMF Sub-working Group (EMF SG), composto dai rappresentanti degli Stati Maggiori delle Marine Militari di ogni Nazione partecipante. Questo Sub-working Group supporta il POLMIL WG riguardo alle problematiche navali ed esprime il punto di vista delle Marine Militari nazionali nei confronti di specifiche questioni di propria competenza, quali le procedure operative standardizzate e le necessità organiche.
Il Comandante operativo della Forza è il COMEUROMARFOR (CEMF), designato per due anni a rotazione tra le Autorità Navali Nazionali (NNA's) delle quattro nazioni, i cui nomi sono:
- Commandant de la Force d'Action Navale (ALFAN) per la Francia
- Comandante in Capo della Squadra Navale (CINCNAV) per l'Italia
- Comandante Naval (COMNAV) per il Portogallo
- Almirante de la Flota (ALFLOT) per la Spagna.

Il Quartier Generale del CEMF (OHQ) viene attivato presso lo stesso Quartier Generale del NNA nazionale riunendo, per lo svolgimento dei compiti assegnati come CEMF, il personale dello staff nazionale con quello assegnato alla Cellula Permanente EMF (EMFPC).
La Cellula Permanente è composta di un Direttore (con il grado di Capitano di Vascello), della stessa nazionalità del CEMF, di quattro Ufficiali Superiori quali Rappresentanti Nazionali per la Francia, l'Italia, il Portogallo e la Spagna, due Ufficiali Superiori quali Osservatori per le nazioni di Grecia e Turchia, una segreteria di supporto.
Quando la Forza è attivata, esistono tre livelli di comando:
- Comitato Interministeriale di Alto Livello (CIMIN) - composto dai Capi di Stato Maggiore della Difesa delle quattro nazioni EUROMARFOR e dal Direttore Politico del Ministero degli Esteri;
- COMEUROMARFOR (CEMF), comandante a livello di Comando Operativo;
- COMGRUEUROMARFOR, che agisce come Comando Tattico del Task Group EUROMARFOR, in posizione subordinata al COMEUROMARFOR.

Il COMGRUEUROMARFOR è designato dal CIMIN, quando la Forza è attivata.

## Attivazione dell'EUROMARFOR
L'EUROMARFOR è una forza marittima multinazionale non permanente che, sebbene costituita da quattro nazioni, è aperta anche agli altri Paesi dell'UE.
In relazione alla natura dell'operazione, la dimensione della forza può spaziare da un “task group”, costituito da un piccolo gruppo di navi, fino a una “task force” completa, comprensiva di portaerei, navi di scorta e supporto, ovvero componenti anfibie qualora necessario per portare a termine la missione. Prima di procedere all'attivazione della Forza, per qualsiasi missione, è necessaria la comune accettazione da parte di tutte e quattro le nazioni partecipanti all'EUROMARFOR. Inoltre, la forza può incorporare al suo interno anche unità appartenenti a nazioni non EUROMARFOR, sia per l'effettuazione di esercitazioni, sia in operazioni reali.
L'EUROMARFOR si configura quindi come una Forza di Risposta, “attagliata” alla missione assegnata, che può essere attivata in un tempo di cinque giorni dalla ricezione dell'ordine di attivazione.

## Storia
La fondazione di EUROMARFOR prende origine dal giugno 1992 quando viene firmata, dai ministri degli Esteri delle Nazioni dell'Unione europea (UE), la “Dichiarazione di Petersberg”, con le missioni a essa associate.
A valle di un processo di consultazioni, iniziato nel 1993, Francia, Italia, Spagna e Portogallo manifestarono la loro volontà di contribuire all'assolvimento di tali missioni, firmando il 15 maggio del 1995 la dichiarazione di Lisbona, che formalmente sancì la nascita delle EUROFORCES (con le sue componenti marittime (EUROMARFOR) e terrestri (EUROFOR)).
Sin dal momento della sua creazione nel 1995, l'EMF ha conosciuto una rapida crescita, segno tangibile della bontà e del successo di tale progetto. 
Nel 2001, la Marina Greca e quella Turca hanno mostrato interesse per EMF inviando, con l'incarico di osservatori, due Ufficiali presso la cellula permanente dell'EUROMARFOR.
I periodi di attivazione dell'EMF, sia per operazioni reali che per esercitazione, sono aumentati di anno in anno. Va ricordata, tra le importanti missioni portate a termine, la partecipazione di EUROMARFOR a diverse operazioni reali (RWO), nonostante la sua relativamente recente costituzione.
La prima missione in ordine di tempo è stata l'operazione “Coherent Behaviour”, svoltasi nelle acque del Mediterraneo orientale. Tale operazione, la prima nella storia condotta in piena autonomia dall'EUROMARFOR, è stata compiuta sotto il mandato delle quattro Nazioni EMF. Durante la “Coherent Behaviour” l'EMF ha operato in stretto coordinamento con la NATO, nella stessa area dell'operazione “Active Endeavour” e con lo stesso scopo (missione di raccolta informazioni, sorveglianza e ricognizione) da ottobre a novembre 2002.
Al termine di questa prima operazione reale, un'altra sfida è stata raccolta dall'EMF, e la forza è stata ancora una volta impegnata in RWO a sostegno della Coalizione Internazionale nell'operazione “Enduring Freedom”, nell'Oceano Indiano. Con il nome di operazione “Resolute Behaviour” l'EMF ha preso parte all'operazione "Enduring Freedom" da gennaio 2003 a dicembre 2005, detenendo il comando delle operazioni della “Task Force” in zona, a periodi alterni, per il totale di un anno. Questa missione, per la sua durata e per l'area di operazioni nella quale si è svolta, ha richiesto uno sforzo importante e ha dimostrato un forte impegno delle nazioni EMF a combattere, a fianco a fianco con la comunità internazionale, nella guerra globale contro il terrorismo. Quest'operazione è stata per l'EMF il passo finale per incrementarne la visibilità, evidenziando allo stesso tempo la maturità posseduta dalla Forza nel Comando e nell'esecuzione di operazioni ovunque nel mondo.
Durante questo periodo iniziale la visibilità e il riconoscimento internazionale dell'EMF sono cresciuti significativamente, non solo attraverso la partecipazione a operazioni reali, ma anche con l'attuazione di un intenso programma di esercitazioni e di addestramento svolto anche con attività di Cooperazione Internazionale, congiuntamente ai Paesi del Mediterraneo Meridionale.
Recentemente l'EUROMARFOR ha assunto il comando, come CTF 448, del “Maritime Task Force” UNIFIL, sotto l'egida delle Nazioni Unite, per il periodo di un anno, dal marzo 2008 al febbraio 2009. Questo nuovo impiego in un'operazione reale ha dimostrato, con chiarezza, la flessibilità e la capacità dell'EMF di lavorare sotto l'egida di organizzazioni diverse. Ciò deve essere ricordato come occasione storica poiché, per la prima volta nella storia, l'Organizzazione delle Nazioni Unite si è trovata a dover condurre un'operazione di tipo marittimo, e inoltre perché, per la prima volta nella sua storia, l'EMF ha potuto dispiegarsi sotto l'egida delle Nazioni Unite. REcentemente EMF si è impegnata nell'Operazione antipirateria ATALANTA, a guida dell'UE.
Dalla sua nascita, l'EUROMARFOR è stata attivata per un totale di ben 62 mesi in attività reale (fino al 6 gennaio 2014).

## Momenti topici EUROMARFOR
| 19 giugno 1992                                       | Dichiarazione di Petersberg. Enunciazione del concetto di Forze di Risposta dell'Europa Occidentale.                                                              |
| 7 settembre 1992                                     | I Ministri della difesa di Francia, Italia e Spagna sviluppano il concetto di Forza Marittima Europea pre-strutturata.                                            |
| 15 maggio 1995                                       | I Ministri della difesa e degli Esteri di Francia, Italia, Portogallo e Spagna firmano a Lisbona l'Atto di Fondazione delle due strutture (EUROMARFOR e EUROFOR). |
| 2 ottobre 1995                                       | Prima assunzione di Comando dell'EUROMARFOR da parte dell'Almirante ACEDO MANTEOLA della marina spagnola.                                                         |
| 23 aprile 1996                                       | Prima attivazione di EUROMARFOR per l'esercitazione EOLO '96. |
| 1º ottobre 2002 - 30 novembre 2002 (totale: 2 mesi)  | Prima attivazione di EUROMARFOR in operazione reale. Operazione “Coherent Behaviour” (Mediterraneo Orientale).                                                    |
| 14 gennaio 2003 - 12 dicembre 2005 (totale: 28 mesi) | Seconda attivazione di EUROMARFOR in operazione reale. Operazione “Resolute Behaviour” (Oceano Indiano).                                                          |
| 26 – 30 novembre 2007                                | Attivazione del “Task Group” EUROMARFOR per esercitazione “MULTICOOPERATIVE” 2007 con l'Algeria                                                                   |
| 29 febbraio 2008 - 28 febbraio 2009 (12 mesi)        | Terza attivazione di EUROMARFOR in operazione reale (sotto egida UN), operazione “Impartial Behaviour” (Mediterraneo Orientale – Coste del Libano).               |
| 6 dicembre 2011 - 6 agosto 2013                      | Quarta attivazione di EUROMARFOR in operazione reale, operazione “Atalanta” (Oceano Indiano).                                                                     |
| 6 dicembre 2013 - in corso                           | Quinta attivazione di EUROMARFOR in operazione reale, operazione “Atalanta” (Oceano Indiano).                                                                     |

## Elenco Comandanti EUROMARFOR
| 2 ottobre 1995    | Amm. Manuel Acedo Manteola (SP)                  |
| 7 ottobre 1996    | Vice-Amiral d'Escadre Philippe Durteste (FR)     |
| 22 ottobre 1997   | Amm. di Sq. Umberto Guarnieri (IT)               |
| 14 febbraio 1998  | Amm. di Sq. Paolo Giardini (IT)                  |
| 9 ottobre 1998    | Vice-Almirante Reis Rodrigues (PT)               |
| 14 ottobre 1999   | Almirante Francisko Rapallo Comendador (SP)      |
| 14 settembre 2001 | Amm. di Sq. Quinto Gramellini (IT)               |
| 16 settembre 2003 | Vice-Amiral d'Escadre Alain Dumontet (FR)        |
| 20 settembre 2005 | Almirante di Sq. Angel Tello Valero (SP)         |
| 31 agosto 2006    | Almirante Fernando Armada Vadillo (SP)           |
| 17 settembre 2007 | Amm. di Sq. Giuseppe Lertora (IT)                |
| 29 aprile 2009    | Amm. di Sq. Luigi Binelli Mantelli (IT)          |
| 15 settembre 2009 | Vice-Almirante José Saldanha Lopes (PT)          |
| 28 novembre 2010  | Vice-Almirante José Monteiro Montenegro (PT)     |
| 15 settembre 2011 | Vice-Amiral d'Escadre Xavier Magne (FR)          |
| 18 settembre 2013 | Almirante Santiago Bolibar Pineiro (SP)          |
| 29 luglio 2015    | Almirante Francisco Javier Franco Suanzes (SP)   |
| 17 settembre 2015 | Amm. di Sq. Filippo Maria Foffi (IT)             |
| 16 settembre 2016 | Amm. di Sq. Donato Marzano (IT)                  |
| 19 settembre 2017 | Vice-Almirante Henrique Gouveia e Melo (PT)      |
| 19 settembre 2019 | Vice-Amiral d'Escadre Jean-Philippe Rolland (FR) |
| 1 agosto 2020     | Vice-Amiral d'Escadre Xavier Baudouard (FR)      |